# Cadre de classement
Pour les articles homonymes, voir Cadre.

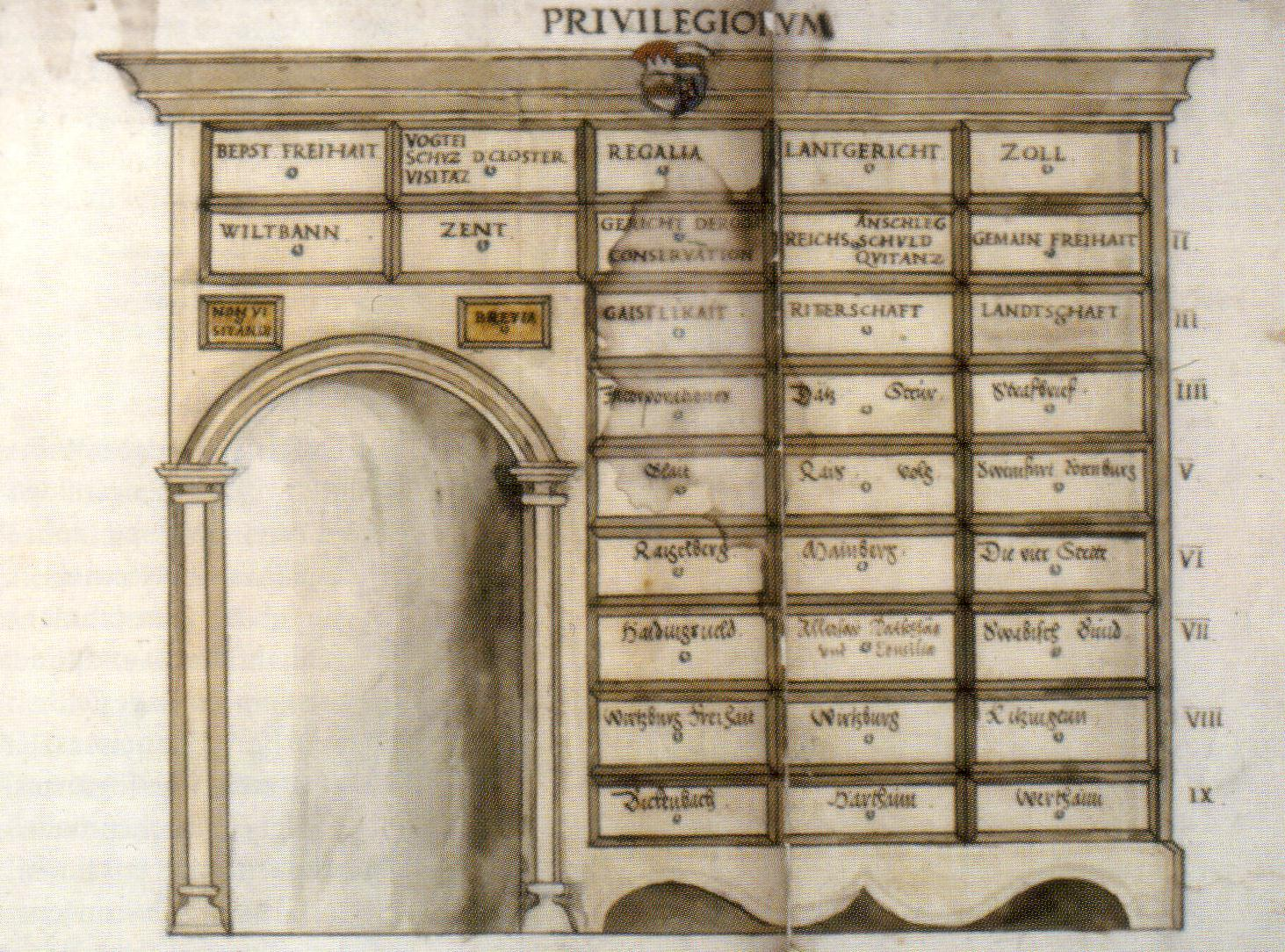

Un cadre de classement est, dans le domaine de l'archivistique, un outil de description et de classification qui organise des fonds d'archives en séries.
Il a généralement été établi par un archiviste ou un service d'archives au vu d'un fonds d'archives déjà existant. Il suit généralement un plan de classement logique qui respecte les sous-fonds d'archives qui composent l'ensemble. L'établissement d'un cadre d'archives remonte aux débuts de l'histoire des archives, mais les cadres de l'époque antique ou médiévale ne sont généralement connus que partiellement, par inscription de cote sur les documents eux-mêmes.
Il faut attendre l'époque contemporaine, avec la mise en place des institutions d'archives publiques, comme les archives nationales, et les premiers balbutiement de l'archivistique pour voir l'élaboration de cadres de classement modernes.

## Dans les pays anglo-saxons
Dans les pays anglo-saxons, où les archives institutionnelles sont souvent restées au sein même des organismes producteurs (institutions gouvernementales ou juridiques, académies, collèges, églises, etc.), les cadres de classement sont souvent propres à ses établissements et ne peuvent faire l'objet d'une uniformisation de type centraliste. Toutefois, l'introduction du classement en « Record Group » aux États-Unis a fini par se généraliser pour les institutions nouvelles au XXe siècle, mais avec beaucoup de variantes de cotation dans les sous-séries et les typologies de dossiers ou pièces d'archives.
Les formes de cadres de classement y sont donc très variables. On trouvera quelques exemples descriptifs ci-après, dans les paragraphes consacrés aux différents types de désignations des séries primaires.

## Dans les pays germaniques
En Allemagne, Autriche, Suisse, et pays scandinaves, les archives sont généralement constituées en archives d'État et en archives territoriales, et parfois de manière très ancienne, telles les archives royales suédoises (Riksarkivet) fondées en 1618 par le chancelier Oxenstierna. Les systèmes alphabétiques et/ou numériques varient selon les lieux et les endroits, selon l'ancienneté des organismes de conservation des archives, leur contenu et leur histoire interne. La difficulté de décrire les systèmes germaniques oblige à ne donner que quelques exemples non généraux mais forcément réducteurs.

### En Allemagne
Les archives allemandes comprennent trois niveaux d'archives publiques, comme dans la plupart des pays. En premier lieu, les archives fédérales (Bundesarchiv), puis les archives des États allemands ou Länder (Landesarchiv (de)), puis les archives des communes, parfois très importantes. Aux Archives fédérales, les séries primaires sont au nombre de sept, et de type alphabétique pour les plus importantes : Z (archives centrales : abteilung Zentrale, à Coblence), G (Affaire techniques), B (République fédérale d'Allemagne : Bundesrepublik), R (Empire allemand : Reich), DDR (République démocratique allemande, MA (Archives militaire à Fribourg-en-Brisgau), FA (Archives filmées), SAPMO (Archives des partis politiques). Toutefois, elles sont conservées dans des services dispersés. Le reste des archives est non fédéral et est conservé dans les Länder, par des archives d'État (Landesarchiv, Hauptstaatsarchiv, Staatsarchiv, Zentralarchiv, Landeshauptarchiv). Les archives du Bade-Wurtemberg ne contiennent que 9 divisions (depuis 2005), lesquelles renvoient vers d'autres archives d'État. Exemple, la série 3 est le fonds d'archives d'État de Fribourg-en-Brisgau, qui remonte à 1806. En Bavière, les archives comprennent par exemple les archives historiques de Bavière à Munich, lesquels ont pour cadre de classement un ensemble de cinq séries : I, II, III, IV et V. La série V (abteilung V est celle des archives militaires de l'État bavarois). L'ordre des sous-séries puis des dossiers s'y trouve coté par subdivisions successives.

### En Suisse
Dans la Confédération suisse, les archives publiques remontent parfois au XIIIe siècle, époque de l'union des trois premiers cantons suisses. Les archives d'État sont les archives cantonales, dont les fonds ont suivi l'histoire de chaque canton, en fonction notamment de l'époque de leur adhésion. La diversité des fonds anciens propres à chaque canton a empêché l'établissement de cadre de classement s'appliquant théoriquement à chaque territoire. Ce n'est qu'à partir de 1803 qu'on trouve des fonds relativement semblables dans les archives cantonales. De ce fait, les cadres de classement y sont très différents, mais généralement de type alphabétique : A, B, C, etc. Toutefois, de même qu'en Allemagne prévaut le cadre de type numérique, comme aux Archives d'État de Zurich, créées en 1798 mais dont les plus anciennes pièces remontent à 853. Les séries primaires sont désignées par les nombres romains I à X (1 à 10), et les sous-séries par des lettres de l'alphabet uniques (ex. : III.A, III.B, III.C, etc.) ou doubles dans les séries V, VI et X. (ex. VI.AF, VI.AR, ... VI.WO). La série X.VID (archives vidéo) utilise par exemple des lettres capitales également utilisées dans les chiffres romains.

## Dans les pays francophones

### EnBelgique
Dans le royaume belge, les archives d'État existaient déjà dès 1773 (Bureau des archives de Bruxelles), mais c'est l'occupation française qui jeta les bases en 1795 de l'organisation actuelle. Les archives de l'État belge furent réorganisées en 1851, par l'introduction d'une centralisation très poussée. Elles sont actuellement régies par une loi de 1955. L'organisation des archives royales belges fut l'œuvre de Louis-Prosper Gachard, de 1831 à 1885. Toutefois, il n'y a pas de cadre national ni spécifiquement territorial. « Chaque administration fédérale, régionale ou locale a ses propres pratiques, codifiées ou non. » 

### En France
En France, les archives publiques sont généralement également constituées en archives d'État et en archives territoriales, comme dans les pays cités ci-dessus. Cependant, l'importance de la centralisation opérée depuis l'Ancien Régime et conservée après le premier Empire a institué pour les archives publiques un réseau clairement défini d'Archives nationales, départementales et communales (et depuis peu régionales et intercommunales).

#### Dans lesarchives publiques
Dans les services d’archives publiques français, le choix de la série du cadre de classement se fait en fonction de la provenance du fonds, du mode d'entrée et de la date des documents.

##### Archives nationales et territoriales
Archives nationales. En France, l'administration des Archives nationales établie à l'hôtel de Soubise depuis 1808 a élaboré un cadre de classement à partir de 1811 en distinguant les fonds selon qu'ils sont d'Ancien Régime et assimilés, d'époque révolutionnaire ou d'époque contemporaine, sur le modèle de la nouvelle administration impériale (Pierre Daunou). Il s'agit alors d'un système organique où les documents sont classés en fonction de l’institution qui les a produits (le fonds), affectés à des bureaux d’archivistes (les sections) et rassemblés selon l’économie des pouvoirs administratifs, juridiques ou politiques. Les séries sont alors identifiées par des lettres de l'alphabet, unique (ou doubles pour les collections de registres). On assiste alors au dépeçage de collections souvent anciennes en séries distinctes, selon que les articles qui la composent sont des liasses ou des registres. Plus tard, on recourra dans les archives départementales à l'ajout d'un astérisque à la cote des registres, pour éviter cette dispersion.
Archives départementales. L'usage de lettres alphabétiques de ce cadre de classement national fait école puisqu'une instruction ministérielle va créer un cadre départemental. Il fait suite à un Rapport au roi sur les archives départementales et communales (Paris, 1841, 106 p.) et est promulgué le 24 avril 1841 sous le titre : Instructions pour la mise en ordre et le classement des Archives départementales et communales (et hospitalières). Cette instruction, due à Natalis de Wailly clôt alors le cadre national de Pierre Daunou, qui a toutefois continué à évoluer jusqu'à aujourd'hui, n'étant remis en cause que verbalement par les archivistes utilisateurs.
Ce cadre départemental français, imposé à chaque service d'archives départementales, a été mis en place progressivement par les archivistes des départements placés sous l'autorité des préfets et formés à l'École des chartes à Paris.
Archives communales. Le classement et la cotation des archives communales sont basés sur les Instructions relatives à la conservation et à la mise en ordre des archives des communes du 16 juin 1842 et lesInstructions pour le classement et l'inventaire sommaire des archives communales antérieures à 1790 du 25 août 1857. Comme plusieurs instructions relatives à la gestion des archives publiques, ces instructions ont peiné à être mises en place dans les communes, en particulier les petites communes, qui ne recélaient alors que des fonds peu conséquents. C'est pourquoi elles ont été complétées par une circulaire du 20 novembre 1879, puis enfin, de manière plus directive par les dispositions de l'arrêté du 31 décembre 1926 « portant règlement des archives communales » et les instructions y annexées. Ce dernier texte encore en vigueur est maintenant bien appliqué dans les communes les plus importantes. Une loi de 1970 a permis aux services d'archives départementales d'obliger certaines communes de moins de 2 000 habitants à verser leurs archives, dans les cas où les conditions de conservation des documents ne sont pas réunies (série E-dépôt du cadre de classement départemental). Certains hôpitaux ont été invités à faire de même (série H-dépôt) pour leurs documents les plus anciens.
Un texte de 1936, conséquence de la disparition de certains arrondissements français, a apporté les fonds de ces sous-préfectures dans la série Z des archives départementales, mais en suivant le plan de classement reprenant celui du cadre de classement de 1841 des archives départementales pour les séries modernes (de K à V). L'ordre alphabétique des noms de lieux des sous-préfectures indiquant l'ordre numérique des sous-séries (1 Z, 2 Z, 3 Z, etc.). Auparavant, cette série était affectée aux documents divers.
Face à l'augmentation de la masse documentaire au cours du XXe siècle et la diversification de la typologie des documents (images et sons), des séries AV (audiovisuelles), Fi (documents figurés), Num (supports numériques) et surtout W (archives postérieures au 10 juillet 1940) ont été créées par la Direction des archives de France (DAF).

##### Archives publiques non territoriales
En dehors du cadre territorial coexistent un grand nombre de dépôts ou centre d'archives qui dépendent soit d'un ministère (Archives diplomatiques, Service historique de la défense, etc.) soit d'un établissement public ou assimilé. Pour ces services d'archives, il n'existe pas de cadre de classement imposé par la DAFn mais une multitude de cadres. Pour prendre le second exemple, les archives conservées depuis le XVIIe siècle par le Service historique de la défense sont classées par arme, et chacune possède son propre cadre de classement alphabétique.
Dans les universités ou grandes écoles dotées d'un service d'archives, le cadre de classement est souvent l'œuvre du premier archiviste chargé du fonds. Même si le plan de classement est souvent similaire d'une université à l'autre, les cadres de classement sont très disparates. L'exemple de l'Université de Toulouse 1 est significatif. On y trouve cinq séries : M (fonds moderne de 1971 à nos jours), P (fonds patrimonial 1800-1971), Z (fonds des documents hors format), puis sans lettres (documents entrés par voie extraordinaire, et fonds ouvert d'annales et de sujets). Dans le fonds M, les séries sont classées 1M, 2M, 3M, etc., et les sous-séries sont du type 5M1, 5M2, 5M3 etc. Il en résulte une cotation des articles sous la forme 5M1/1, 5M1/2, etc.
Les archives de l'École polytechnique comportent huit séries organiques, composée des documents produits en son sein (séries I à VIII), et une série IX est composée d'archives d'anciens « X » données ou déposées par des particuliers ou des entreprises.

#### Dans lesarchives privées
En France, la loi considère comme archives privées toutes les archives qui ne sont pas définies comme archives publiques au sens du code du patrimoine. Certains fonds importants d'archives privées telles que les archives des entreprises privées, des associations sous le régime de la loi de 1901 (même celles créées avant cette date), les archives des associations diocésaines, de tout organisme cultuel reconnu ou non par l'État, des hôpitaux et cliniques privés, des établissements privés concourant à l'éducation nationale, et encore quelques chartriers de châteaux, sont parfois dotés de cadres de classement qui leur sont propres. En effet, pour ces diverses institutions privées, aucun décret officiel ne définit de cadre de classement général. Dans la plupart de ces institutions, les documents d'archives classés suivent un plan de classement adapté le plus souvent à l'organigramme intérieur et/ou à l'histoire de l'institution. Cette pratique rejoint les usages en vigueur dans les institutions anglo-saxonnes ou germaniques, sans contrôle de l'État, et ne permet pas moins aux utilisateurs de s'y retrouver.
Pour les archives diocésaines françaises, le cadre proposé en 1958 par Jean-Baptiste Lechat a généralement été suivi, grâce à sa diffusion au sein de l'Association des archivistes de l'Église de France (fondée en 1973) grâce à Charles Molette dans son ouvrage sur les Archives catholiques en 1980.
Pour les archives d'entreprises, un cadre de classement a été proposé dans les années 1980 par les Archives nationales. L'usage tend aujourd'hui à l'externalisation des archives d'entreprise, par le biais de prestataires d'archivage, qui n'utilisent pas de cadre de classement mais la gestion informatique des références par une cotation sous code-barres.

## Cadres de type alphabétique
On désigne ici par cadre de type alphabétique les cadres dont les séries primaires sont désignés en premier lieu par des lettres de l'alphabet latin.

### En France
L'instauration d'un cadre alphabétique en France par Daunou semble avoit inauguré de manière officielle l'utilisation d'un cadre basé sur les lettres de l'alphabet latin. Aux quelques séries primaires définies aux débuts du XIXe siècle au regard des fonds présents aux Archives impériales, a correspondu une lettre de cet alphabet, donnée de manière arbitraire. Toutefois, y ont été considérés comme premiers les actes fondateurs des institutions françaises nouvelles (série A : collections originales des lois et décrets de 1789 à 1940) . La différenciation typologique entre les cartons ou liasses et les registres ou rouleaux ont introduit l'usage de lettre doubles, par exemple la série KK (dire « double K ») pour les mêmes « Monuments historiques » (fonds de l'État royal français). Toutefois, pour les séries T et TT (ou Z et ZZ) des mêmes archives, il s'agit de fonds complémentaires de thème voisin.
Les instructions de 1841 pour les Archives départementales firent un progrès en n'utilisant d'une seule lettre dans la désignation des séries. Toutefois celles de 1842-1926 des archives communales utilisent les doubles lettres pour les fonds antérieurs à la création des communes françaises (1790). Se référer à la description de ses cadres de classement spécifiques.
Ces mêmes Archives nationales, devant la saturation du cadre primitif, ont instauré un nouveau type de cadre alphabétique avec la création de séries dites « complémentaires ». Il s'agit par exemple des séries AF (Papiers des chefs d'État depuis 1870), AP (Archives privées d'importance nationale), AK (Cour des Comptes), CE (Conseil économique et social), LH (Légion d'Honneur). Il est intéressant pour ces quelques exemples cités de remarquer deux choses : pour la nouvelle série AK, on a repris la lettre K qui désigne (avec KK) les fonds de l'ancienne cour des comptes de Paris, de l'Ancien Régime ; pour des séries comme CE ou LH, les lettres choisies sont des initiales.
L'introduction de séries désignées par des doubles lettres initiales a désormais permis l'augmentation considérable des possibilités de séries, non plus limités aux vingt-six lettres de l'alphabet latin. C'est ainsi qu'aux Archives de l'Aubes, à Troyes, la série SC désigne une « série continue » d'archives administrative inaugurée avant l'instauration de la série continue unique dite « W » en 1979.
La période actuelle a introduit légalement des désignations de série primaires par apocope : Fi pour documents figurés ; Num pour documents numériques.

### Au Royaume-Uni
Les National Archives de Londres, réunissant les archives du royaume d'Angleterre et du Pays de Galles, l'emploi du cadre de type alphabétique est déjà ancien. Il ne s'est pas premièrement limité non plus à une seule lettre de l'alphabet, mais on y trouve également des séries désignées par des doubles voire des triples lettres. Pour exemple significatif, la série ADM désigne le fonds des archives de l'amirauté royale (apocope du mot ADMiralty), depuis 1660 : ADM 1, ADM 2, etc.

### Au Canada
Le système alphabétique y est également utilisé, avec parfois l'emploi de lettres et de « sous-lettres » dans la désignations de séries primaires. C'est le cas notamment aux Archives du Québec, ou la lettre C correspond aux archives civiles. Le groupe CE désigne la série de l'État-civil, CN les archives notariales, CC les archives des curatelles ; dans la série T des tribunaux (archives judiciaires), les fonds sont répartis dans les séries TP (archives des tribunaux provinciaux) et TL (tribunaux locaux). Cet exemple montre l'usage, comme aux archives nationales françaises de lettres initiales.

## Cadres de type numériques
On désigne par cadre de type numériques les cadres de classement qui utilisent un désignant qui est un nombre composé soit de chiffres arabes, soit de chiffres romains.

### Les chiffres arabes
Les Record Group des pays anglo-saxons font un usage principal des chiffres arabes, par le nombre qui suit les lettres RG qui désigne les séries. Parfois, seul le nombre apparaît. Les exemples allemands des abteilungen cités ci-dessus le montre nettement.
Ce type de cadre de classement est très peu répandu dans les pays francophones, à l'exception de quelques exemples notables, cités ci-après (cf. Pays cités). Tout d'abord cela tient d'abord au caractère central et officiel des cadres de classement alphabétiques instruits en France par les documents officiels de l'autorité publique.

#### En France
En France, les archives nationales conservées à Fontainebleau n'utilisent pas le cadre de classement officiel des archives nationales, mais le numéro des bordereaux de versements, suivant l'ordre numérique dans l'année. Exemple : le versement 19990001 constitue le 1er versement de l'année 1999. Le fonds 19950407 est le 407e versement de l'année 1995. Les numéros d'articles sont ensuite précisés de la manière suivante : le dossier coté 19950407/8 est le 8e article du fonds 19950407, etc. Ce système suit la logique de la série française unique (série W) et nécessite l'emploi d'un thésaurus pour procéder à la description du fonds. Cependant, en dehors d'un cadre de classement à proprement parler, les instruments de recherche correspondants doivent nécessairement être thématiques et renvoyer à un plan de classement correspondant à l'organigramme des pouvoirs centraux de la Ve République. Les Archives nationales du monde du travail ont adopté un mode de classement presque similaire (entre parenthèses le nombre de chiffres) : millésime de création du fonds (4), numéro d'ordre (3), numéro d'article (n), numéro de dossier (n). Dans l'exemple 2002 026 002/4, il s'agit du 4e dossier du 2e sous-fonds du fond 2002 026 (qui est la sous-série dédiée aux petits fonds et aux pièces isolées. Les fonds d'entreprise conservés à Pierrefitte conservent la cote de la série AQ ).

#### Au Canada
Certains dépôts d'archives utilisent la classification décimale universelle comme cadre de classement, au Canada comme dans d'autres pays, alors qu'elle a été élaborée initialement pour des fonds de bibliothèques. Cependant, ce principe est parfois repris avec des variantes. On peut citer l'exemple des archives de l'Université Laval de Québec où le cadre de classement est numérique et comporte 14 séries primaires désignées par les nombres 1000 (administration), 2000 (affaires juridiques), 3000 (ressources humaines) jusqu'à 14000. La série 11 000 (enseignement) y est par exemple subdivisées en 18 sous-séries ou séries secondaires de 50 en 50 : 11050, 11100, 11150, 11200, etc jusqu'à 11900. La sous-série 11 250 est par exemple celle consacrée aux cours. La cote 11253-01 entrera dans tout dossier concernant l'élaboration des cours. Ce système d'encadrement numérique est ici poussé à l'outrance et revient à codifier chaque fonds voire chaque dossier pour opérer le classement. Ce n'est encore une fois qu'un exemple.

#### En Colombie
Les Archives générales de Colombie (Archivo general de la nacion) sont organisées en six sections (fonds colonial avant 1893, fonds de la république, fonds annexe (du fonds colonial), fonds des mélanges ou collections, fonds des cartes et plans, fonds notariaux). Dans chacune de ses sections, les séries sont numérotés de 01, 02, 03, 04, etc. à n. Dès lors, on doit se référer au nom de la section pour distinguer les 6 séries n° « 09 », par exemple. Les sous-parties de ces séries sont du type « fds rep. 26-1 » (Constitution de 1991).

### Les chiffres romains
Ils sont peu utilisés dans les services d'archives modernes, sauf à n'avoir qu'un petit nombre de séries primaires dans le cadre de classement. Voir ci-dessus l'exemple des archives militaires de Bavière ou celles du Canton de Zurich. À noter que dans les systèmes alphabétiques, la lettre « I » est parfois proscrite, à cause des risques de confusion avec le I romain.

## Le traitement des séries secondaires
Les séries secondaires sont les séries organiques ou les fonds qui composent les séries primaires d'un cadre de classement. On parle dans l'usage archivistique francophone de « sous-séries ». La Pratique archivistique française, décrite par Jean Favier et ses collègues des Archives nationales, a clairement mis en place l'usage de la sous-série numérique au sein de série de type alphabétique. De la cotation continue du XIXe siècle de l'article K 1 à n au sein de chaque série primaire, on est passé à l'emploi de sous-séries de type 1 K, 2 K, 3 K, etc. Il est à noter que ce mode de cotation des sous-séries ne s'est pas partout généralisé. Il est le fait d'un ancrage culturel notamment francophone, voire franco-français. On le retrouve toutefois dans le cadre de classement des archives du Sénégal
Dans la plupart des autres services d'archives, l'usage est généralement d'intituler les sous-séries en indiquant un chiffre ou une lettre après le premier élément. Dans un cadre alphabétique, on peut trouver A.1, A.2 (par exemple en Suisse), ou 1.A, 1.B., 1.C, voire 1.AA, 1.AB, 1.AC, etc., avec les variantes utilisant des chiffres romains, citées dans les exemples ci-dessus. Dans ce cas, les cotations des dossiers, pièces et registres formant les articles des fonds ainsi cotés sont généralement du type : 1.AA.1, 1.AA.2, voire 1.AA.1/1, puis 1.AA.1/2 etc. Ce type de cotation, peu utilisé par les archivistes français, est somme toute très répandu dans le reste du monde.

## Le traitement des séries continues
Le système des records groups inaugure l'usage des séries primaires continues. Dans ce système, les nouvelles séries créées s'ajoutent à la suite des précédentes, sans limitation de nombre (RG1, RG2, RG3..). L'usage ancien d'un classement conforme à la réalité des fonds conservés est ainsi reprise, mais en lui donnant une logique numérique qui l'intègre au système parfois usé des cadres de classement.
Les inventaires médiévaux ou d'époque moderne, rarement publiés et souvent restés manuscrits, montrent un traitement « à la suite » des fonds contenus dans un fonds d'institution ou d'un chartrier. Les ensembles d'archives y apparaissent en fonction des diverses attributions de l'institution, souvent rangés par armoires, ou cartons, composés de rares rouleaux, de lourds registres (notamment avec l'apparition des cartulaires) et surtout des liasses de documents eux-mêmes reliés entre eux. L'emploi habituel des livres et leur classement universel dans un ordre numérique (vol. 1, 2, 3...) a commandé le même type de rangement pour les registres (reg. 1, 2, 3...) ; ces derniers sont en général une collection de documents originaux, suivant eux-mêmes parfois une logique à l'intérieur du registre (un cartulaire étant, d'une manière générale, une copie neuve de documents les plus précieux). Dans d'autres ensembles, ce sont les armoires (Archives secrètes du Vatican) qui prévalent ; les Archives d'État de la maison royale de Savoie, à Turin, sont ainsi organisées au XVIIIe siècle en mazzi (bouquets), divisés en fascicules ou en registri, également classés de manière continue .
Néanmoins, l'ordre numérique de classement continu des articles devient peu à peu supérieur à la considération du sous-fonds propre qu'ils formaient. Ce système de classement continu des articles est à l'origine du classement des séries primaires tel qu'il sera prôné dans le traitement des cadres de classement des archives publiques françaises au XIXe siècle. C'est dans ce cadre officiel qu'apparaît au milieu du XXe siècle, en s'affranchissant des circulaires, le principe de la série continue, inspiré par l'emploi facile des record group anglo-saxon, système dans lequel les nouvelles séries primaires s'ajoutent au précédentes sans limitation de nombre. On doit à l'archiviste Gildas Bernard la création de la série SC des Archives de l'Aube, « ancêtre » encore existant de la série W des archives départementales (depuis le 10 juillet 1940), étendu parfois, aux archives communales (archives de la CU Brest métropole océane depuis 1974).